# Contrast (ziar)

Contrast a fost o publicație cu apariție săptâmânală din Constanța. Publicația a fost fondată de Sorin Strutinsky, Nicușor Constantinescu și Radu Mazăre, alături de alți câțiva asociați, ulterior retrași din acționariat.
La început hebdomadarul a beneficiat de sprijinul Ligii Studenților, însă după numai câteva luni, și-a căpătat independența financiară.
Primul editorialist al Contrastului a fost deputatul constănțean de mai târziu, doctorul Corneliu Dida.